# 天桂寺 (沼田市)
天桂寺（てんけいじ）は、群馬県沼田市にある曹洞宗系の単立寺院。

## 歴史
1394年（応永元年）、沼田長忠の開基である。元々は、現在の群馬県利根郡みなかみ町須川に位置していた。
1657年（明暦3年）、沼田藩第2代藩主真田信吉の菩提を弔うために、当寺を現在地に移転、これまで「蓬莱山大慈院瑠璃光寺」だったが、「月宮山瑠璃光院天桂寺」に改称した。
信吉の墓は、沼田市の重要文化財に指定されており、宝篋印塔の形式になっている。
これまで当寺は曹洞宗の所属であったが、2019年（令和元年）に曹洞宗から離脱し、単立寺院となった。

## 文化財
- 真田河内守信吉の墓（沼田市指定重要文化財 昭和51年3月30日指定）[4]

## 交通アクセス
- 沼田駅より徒歩22分。